# Cryptocephalus sericeus
Cryptocephalus sericeus је врста тврдокрилца из породице буба листара (Chrysomelidae).

## Распрострањење
Ареал јој је велики, осим великог дела Европе живи и у Азији, све до Сибира и северозападне Кине.  Може се наћи у целој Србији.

## Станиште
Настањује травњаке и ливаде. Нарочито воли жуте цветове биљака из породице Apiaceae.

## Опис
Cryptocephalus sericeus је дуг 6–7 mm. Тело им је здепасто и цилиндрично. На покрилцима постоје неправилне избочине. Боја покрилаца и пронотума знатно варира, мада су најчешћи металнозелени примерци. Глава, ноге и антене су тамни.
Постоји велика сличност са следећим врстама: Cryptocephalus aureolus, Cryptocephalus praticola, Cryptocephalus solivagus, Cryptocephalus therondi и Cryptocephalus hypochoeridis.

## Животни циклус
Одрасли инсекти се могу наћи од маја до августа, најчешће када се хране поленом. Ларве се хране лишћем истих биљака и од свог измета праве кућице. Лутке живе у земљи.